# Enniberg-fok
Az Enniberg-fok egy hegyfok Feröer Viðoy nevű szigetének északi csúcsán, Viðareiði település közelében. Ez az egész szigetcsoport legészakibb pontja. 754 m-es magasságával az egyik legmagasabb tengerparti sziklafal Európában. Gyalogosan közelíthető meg Viðareiði felől. Kedvező időjárás esetén a 841 m magas Villingadalsfjall csúcs felől, az éles hegygerincen is elérhető, de Hvannasundból kirándulóhajó is indul, szintén az időjárás függvényében.
A környező tengerparti sziklafalak a sziget nemzetközi jelentőségű madárvilágának fontos fészkelőhelyei. Évente mintegy 50 000 pár tengeri madár költ a szigeten, főként az északi és a keleti partokon. A madársziklák korábban fontos élelemforrást jelentettek a helyieknek, akik összeszedték a tojásokat, és hálóval madarakat is fogtak.